# Second Leiter Building
Pour les articles homonymes, voir Leiter.
Le Second Leiter Building, aussi connu comme Leiter II Building, est un bâtiment de la ville de Chicago, dans l'État de l'Illinois, aux États-Unis. Il est connu pour être le bâtiment d'origine de la chaîne de magasins de grande distribution Sears Holdings (anciennement Sears, Roebuck and Company).
Le Second Leiter Building se trouve à proximité de la Harold Washington Library, à l'angle nord de South State Street et East Ida B. Wells Drive (anciennement East Congress Parkway), dans le secteur financier du Loop. À ne pas confondre avec l'ex-Sears Tower (renommée Willis Tower en 2009), qui elle, abritait le siège social de Sears.

## Description
Le Second Leiter Building constitue un bâtiment emblématique de l'école d'architecture de Chicago. Il acquit une renommée mondiale en devenant à son achèvement l'un des premiers bâtiments commerciaux aux États-Unis à incorporer une armature métallique dans sa construction.
Construit en 1891 par l'architecte allemand Levi Leiter, le Second Leiter Building fut conçu selon les plans de l'architecte William Le Baron Jenney, qui travailla sur la conception de l'armature en acier et de sa résistance en matière d'incendie. Le bâtiment fut mis en location par Levi Leiter au grand magasin de Siegel, Cooper and Company qui l'a occupé pendant environ sept ans. À la suite de la fermeture du magasin Siegel Cooper, le bâtiment accueillit divers locataires. En 1932, le Second Leiter Building abrita le premier magasin de la chaîne de grande distribution Sears, Roebuck and Company. Sears occupa le bâtiment jusqu'en 1986 lorsque l'entreprise décida de fermer le magasin avant d'être loué à d'autres entreprises.

## Architecture
Le Second Leiter Building est bâtiment historique composé de huit étages et occupe la totalité du bloc de State Street entre Congress Parkway et Van Buren Street. La façade côté State Street se compose de neuf travées séparées par de larges pilastres. Les pilastres sont plafonnés par des chapiteaux simples et sans fioritures avec une corniche en forme de couronne sur toute la structure. Les façades, côtés Congress Parkway et Van Buren Street, sont composées de trois larges baies longues de 120 mètres par 44 mètres. Dans chaque baie, il y a quatre fenêtres (à chaque étage) alignées verticalement. Le bâtiment est revêtu de granit rose. Chacun des étages comprend environ 50 000 pieds (4600 m2) avec des plafonds hauts de 4,9 m.
Plutôt que de simplement recouvrir l'armature métallique d'un minimum de matériau ignifuge comme l'avait fait la firme d'architectes Holabird & Roche pour l'extérieur du Tacoma Building, Jenney préféra composer une élévation lyrique qui utilisait encore le motif conventionnel d'un rythme exprimant une hiérarchie compositionnelle. Le résultat final est un tissage bien équilibré d'horizontaux et de verticaux. Il s'agit d'une élévation moderne et véritablement rationnelle, fondée sur la grille rectangulaire sous-jacente de la structure métallique.
Son prédécesseur, le First Leiter Building, un bâtiment conçu en 1879 par l'architecte William Le Baron Jenney se trouvait à l'angle de Wells Street et Monroe Street jusqu'à sa démolition en 1972. L'édifice abritait la résidence de l'Université Robert Morris au cours de l'année 1998. En 1976, le Second Leiter Building fut inscrit sur la liste du National Historic Landmark (NHL) et sur le Registre national des lieux historiques (National Register of Historic Places ; NRHP) par le National Park Service. Le 14 janvier 1997, le bâtiment a été désigné Chicago Landmark (CL) par les membres de la Commission on Chicago Landmarks de la ville de Chicago et avec l'approbation du conseil municipal de Chicago.